# Annette Schwarz
Annette Schwarz (Maguncia; 26 de marzo de 1984) es una actriz pornográfica alemana y modelo de glamour.

## Biografía
Nació cerca de Maguncia, en el estado de Renania-Palatinado y se mudó a Múnich a los 18 años de edad, donde consiguió trabajar como enfermera, consiguiendo la independencia económica de sus progenitores. En 2002, recién cumplidos los 18, firmó su primer contrato con la famosa productora de cine para adultos extremo de John Thompson, para la que ha actuado en más de 50 películas.
Básicamente dichas películas se caracterizaban por mostrarla involucrada en la práctica sexual grupal llamada bukkake, en donde varios hombres eyaculan en su boca y por consiguiente ella luego traga el semen en su totalidad, algunas veces de a varias cantidades o por eyaculaciones particulares.
También es reconocida por practicar la ingesta de orina en varias ocasiones; la podemos ver en varias de las películas de Thompson bebiendo cantidades ilimitadas de orina de diferentes hombres, estando a veces atada o amordazada con elementos del BDSM, y otras manteniendo relaciones sexuales anales o vaginales mientras diversos hombres orinan en su boca.
Después de varios años de trabajar con Thompson, comenzó a trabajar en producciones para otros sellos Private, Bad Angel, Red Light District, etc.
Schwarz ha actuado en varias ocasiones en películas BDSM.
Belladonna, Jack Napier, Jake Malone, Joey Silvera y Rocco Siffredi (Evil Angel) han realizado films con Schwarz. Rocco la eligió como la actriz porno principiante Premio Venus en Alemania 2005, cuando él recibió el premio por su trayectoria en la industria.
Ella tiene una empresa de producción desde 2008 y firmó con Bad Angel en 2007 en la gala de premios del AVN, donde dijo que le "gustaría seguir como actriz porno durante unos años más, después me gustaría empezar una carrera de productora, para no parecer de 40 años cuando cumpla sólo 25."

## Premios
- 2009 Premio AVN Mejor escena de sexo oral por Face fucking inc. 3.[3]

## Filmografía
2002:
- Sperma-Dschungel.

2003:
- Arschgefickt & vollgespritzt.
- Für einen Mund voll Sperma.
- Gierige Sperma Schlampen.
- Große Sperma Check, Der.
- Hallo, ich soll hier schlucken?.
- Komm rein und spritz ab!
- Piss & Sperma Biester.
- Piss & Sperma Freundinnen.
- Piss und Sperma Gewitter.
- Schluck du Schlampe!
- Schwester! Ich muss abspritzen!
- Spermafalle, Die.
- Sperma-Kränzchen.
- Spermaschleuder, Die.
- Sperma Service.
- Sperma Überraschung.

2004:
- Auf die Knie und schluck!
- Blond & geil sucht dich!
- Cissies Sperma Galerie.
- Nicht zicken, ficken!.
- Noch mehr schlucken!.
- Schluckilein.
- Sperma Eskapaden.
- Sperma-Hexe, Die.
- Sperma-Küken, Das.

2005:
- Abgefickt und rein gespritzt!
- Absolut Sperma.
- Baker's Dozen 8.
- Fuck Dolls 7.
- My Daughter's Fuckin Blackzilla 7.
- Schreib und schluck.
- Sperma Politesse.
- Sperma Rakete, Die.

2006:
- A Sperm-Load a Day.
- Almost Virgins 3.
- Arschgefickt und Abgeschluckt.
- Bad Bad Blondes.
- Baker's Dozen 8.
- Best of Blackzilla.
- Bezaubernde Tyra.
- Barely Legal - Jungle Fever.
- Bitchcraft.
- Chocolate Vanilla Cum Eaters 3.
- Cock Cravin Cuties.
- Cumaholics.
- Daddy's Worst Nightmare 5.
- Dark Meat.
- Dementia 4.
- Dirty Dreams 4.
- Elastic Assholes 5.
- Evilution 1 y 2.
- Filth & Fury.
- Fishnets 4.
- Fuck Dolls 7.
- Fuck Slaves.
- Fuckin Foreigners.
- Gang Bang my Face.
- Girls Love Girls 2.
- Goo 4 Two 4.
- Gutter Mouths 35.
- Hand to Mouth 4.
- Hannah Goes to Hell.
- Hannah Harper Anthology.
- Home Wreckers.
- I've Been Sodomized.
- Inseminated by 2 Black Men 11.
- Internal Cumbustion 10.
- Interracial Hole Stretchers 6.
- Interracial Sperm Swallowin.
- Mouth 2 Mouth 6.
- Nice Fuckin View.
- No Cum Dodgin Allowed 7.
- Nympho 2.
- Pop Goes the Weasel.
- POV Pervert 7.
- Play With Me 2.
- Power Bitches 1 y 2.
- Pushed: Catfight #1.
- Rectal Intrusion.
- Rocco: Animal Trainer 22
- Rocco's Dirty Dreams 4.
- Romantic Rectal Reamin 3.
- Round Butt Sluts 3.
- Sasha Grey Superslut.
- Screeched.
- Scurvy Girls 2.
- Service Animals 24: The Kandee Man.
- Slutty & Sluttier.
- Sperm Receptacles 2.
- S.O.S.: Stretched Out Snatch 6.
- Squirters.
- The Darkside.
- The Inception.
- The Good, the Bad and the Slutty.
- Thumb Suckers.
- Trouble with Girls.
- Violation of Cindy Crawford.
- When Cock Is Not Enough.
- Zicken... Jetzt Seid ihr Fällig! 2.

2007:
- 10 Monster Mug Shots.
- 110 % Natural 12.
- All Alone 2.
- Anal Cumsumption 6.
- Anal Prostitutes on Video 4.
- Anal P.O.V. 4.
- Annette Schwarz Is Slutwoman.
- Ass for Days 3.
- Ass Worship 10.
- Barely Legal - Bachelor Party.
- Beautiful Anal Divas.
- Big Wet Asses 11.
- Black Power.
- Butt Puppies.
- Buttworx Evil Anal 3.
- Elastic Assholes 5.
- Fashionistas Safado Berlin.
- Feedin Frenzy 9.
- Fuck Slaves 2.
- Gag on This 16.
- Girls Will Be Girls.
- Girlvana 3.
- Give Me Gape 3.
- Glamcore.
- Grand Theft Anal 10.
- Hannah Harper Anthology.
- Head Case 2.
- Honey Pie.
- I Dig 'Em In Pigtails 3.
- I Love Black Dick 3.
- Jada Fire is Squirtwoman 2.
- Jazz Duro's Cheek Freaks 2.
- Mike John's Peep Show.
- Milk Nymphos.
- Minority Rules 2.
- Munch Box Nasty Girls 36.
- Need For Seed.
- Oral Consumption 10.
- Own My Ass 2.
- Party.
- Pink Paradise 2.
- Pirate Fetish Machine - Kinky Sex.
- Racial Tension 2.
- Razordolls.
- Real Female Orgasms 6.
- Registered Nurse.
- Semen Sippers 6.
- Sexecution 2.
- Slutty and Sluttier 3.
- Smut Merchant.
- Swallow My Squirt 6.
- Top Guns 7.
- Trans Obsessions.
- Violation of Chelsie Rae.
- Whatabooty.
- White Wife Black Cock 8.